# Dromia
Dromia là một chi cua trong họ Dromiidae, gồm có 6 loài còn tồn tại:
- Dromia bollorei Forest, 1974
- Dromia dormia (Linnaeus, 1763)
- Dromia erythropus (George Edwards, 1771)
- Dromia marmorea Forest, 1974
- Dromia nodosa A. Milne-Edwards & Bouvier, 1898
- Dromia personata (Linnaeus, 1758)

Hai loài nữa đã tuyệt chủng chỉ được biết đến qua hóa thạch.